# Angiopteris chauliodonta
Angiopteris chauliodonta är en kärlväxtart som beskrevs av Edwin Bingham Copeland. Angiopteris chauliodonta ingår i släktet Angiopteris och familjen Marattiaceae. Inga underarter finns listade i Catalogue of Life.